# Associazione Calcio Hellas Verona 1980-1981
Questa voce raccoglie le informazioni riguardanti l'Associazione Calcio Hellas Verona nelle competizioni ufficiali della stagione 1980-1981.

## Stagione
Dopo la deludente stagione 1979-1980, il Verona tenta nuovamente di imporsi come una delle candidate per la promozione insieme a Milan (alla prima apparizione in B dopo il Totonero), Lazio, Palermo e Sampdoria.
La guida tecnica torna a Giancarlo Cadè dopo 5 anni mentre la presidenza viene ricoperta da Celestino "Tino" Guidotti, imprenditore mantovano titolare di una concessionaria automobilistica a Verona,entrato in società già un anno prima insieme a diversi soci (compreso Brizzi, che aveva già ricoperto la carica) per sostituire Garonzi che aveva messo in vendita il club dopo la retrocessione dalla A.
I veneti dovranno fare i conti con una stagione difficile rimanendo aggrappati tra la salvezza e la retrocessione per gran parte della stagione, riuscendo poi a mantenere la categoria grazie ai numerosi pareggi nel girone di ritorno e ai contemporanei passi falsi delle inseguitrici quali L.R. Vicenza, Taranto, Monza e Atalanta che retrocederano in C1.
In Coppa Italia 1980-1981, il Verona viene eliminato nella fase ai gironi: pareggio 0-0 col Varese e tre sconfitte 1-0 col Pescara, 0-2 con l'Ascoli e 3-0 con la Lazio.

## Divise
Lo sponsor tecnico fu Ennerre, che realizzò divise identiche a quelle della stagione precedente.
| Casa | Trasferta |

## Rosa
| N. |                   | Ruolo | Calciatore          |
| -- | ----------------- | ----- | ------------------- |
|    | Italia (bandiera) | P     | Paolo Conti         |
|    | Italia (bandiera) | P     | Franco Paleari      |
|    | Italia (bandiera) | D     | Carmine Gentile     |
|    | Italia (bandiera) | D     | Sergio Guidotti     |
|    | Italia (bandiera) | D     | Mauro Joriatti      |
|    | Italia (bandiera) | D     | Emidio Oddi         |
|    | Italia (bandiera) | D     | Tazio Roversi       |
|    | Italia (bandiera) | D     | Roberto Tricella    |
|    | Italia (bandiera) | C     | Davide Del Nero     |
|    | Italia (bandiera) | C     | Pier Giorgio Drezza |
|    | Italia (bandiera) | C     | Adriano Fedele      |
|    | Italia (bandiera) | C     | Fabio Ferri         |

| N. |                   | Ruolo | Calciatore          |
| -- | ----------------- | ----- | ------------------- |
|    | Italia (bandiera) | C     | Walter Franzot      |
|    | Italia (bandiera) | C     | Marcello Giglio     |
|    | Italia (bandiera) | C     | Francesco Guidolin  |
|    | Italia (bandiera) | C     | Paolo Janes         |
|    | Italia (bandiera) | C     | Giacomo Piangerelli |
|    | Italia (bandiera) | C     | Gabriele Valentini  |
|    | Italia (bandiera) | A     | Luigi Capuzzo       |
|    | Italia (bandiera) | A     | Nicola D'Ottavio    |
|    | Italia (bandiera) | A     | Stefano Rebonato    |
|    | Italia (bandiera) | A     | Enzo Scaini         |
|    | Italia (bandiera) | A     | Nerio Ulivieri      |
|    | Italia (bandiera) | A     | Luciano Venturini   |

## Risultati

### Serie B

#### Girone di andata
| Pisa 14 settembre 1980 1ª giornata | Pisa          | 0 – 0 referto | Verona | Stadio Arena Garibaldi\| Arbitro: \| Lops (Torino) \| |
| Arbitro:                           | Lops (Torino) |               |        |                                                       |

| Arbitro: | Mattei (Macerata) |

|             |           |          |
| Capuzzo 38’ | Marcatori | 3’ Greco |

| Arbitro: | Altobelli (Roma) |

|                  |           |  |
| Scala 67’ (rig.) | Marcatori |  |

| Arbitro: | Vitali (Bologna) |

|              |           |             |
| Guidolin 69’ | Marcatori | 67’ Sartori |

| Arbitro: | Pairetto (Torino) |

|                   |           |                     |
| Vincenzi 20’, 72’ | Marcatori | 22’ (rig.) Guidolin |

| Verona 19 ottobre 1980 6ª giornata | Verona         | 0 – 0 referto | Foggia | Stadio Marcantonio Bentegodi\| Arbitro: \| Vallesi (Pisa) \| |
| Arbitro:                           | Vallesi (Pisa) |               |        |                                                              |

| Arbitro: | Lombardo (Marsala) |

|                     |           |                      |
| Acanfora 36’ (rig.) | Marcatori | 60’ (rig.) D'Ottavio |

| Arbitro: | Tonolini (Milano) |

|                               |           |                               |
| Scaini 4’ Guidolin 29’ (rig.) | Marcatori | 35’ (rig.) Serena 69’ Mariano |

| Arbitro: | Prati (Parma) |

|                     |           |  |
| Scaini 41’ Oddi 48’ | Marcatori |  |

| Vicenza 16 novembre 1980 10ª giornata | Lanerossi Vicenza | 0 – 0 referto | Verona | Stadio Romeo Menti\| Arbitro: \| Tani (Livorno) \| |
| Arbitro:                              | Tani (Livorno)    |               |        |                                                    |

| Verona 23 novembre 1980 11ª giornata | Verona      | 0 – 0 referto | Catania | Stadio Marcantonio Bentegodi\| Arbitro: \| Rufo (Roma) \| |
| Arbitro:                             | Rufo (Roma) |               |         |                                                           |

| Arbitro: | Angelelli (Terni) |

|             |           |  |
| Bilardi 10’ | Marcatori |  |

| Arbitro: | Ballerini (La Spezia) |

|                                       |           |                 |
| Scaini 7’ Venturini 31’ D'Ottavio 87’ | Marcatori | 74’ Magistrelli |

| Genova 14 dicembre 1980 14ª giornata | Genoa         | 0 – 0 referto | Verona | Stadio Luigi Ferraris\| Arbitro: \| Prati (Parma) \| |
| Arbitro:                             | Prati (Parma) |               |        |                                                      |

| Arbitro: | Lanese (Messina) |

|               |           |  |
| Chiarenza 19’ | Marcatori |  |

| Arbitro: | Magni (Bergamo) |

|              |           |            |
| Tricella 73’ | Marcatori | 4’ Garlini |

| Arbitro: | Castaldi (Vasto) |

|             |           |                 |
| Capuzzo 16’ | Marcatori | 54’ De Stefanis |

| Arbitro: | Tani (Livorno) |

|                 |           |  |
| Di Giovanni 68’ | Marcatori |  |

| Arbitro: | Paparesta (Bari) |

|               |           |  |
| Valentini 65’ | Marcatori |  |

#### Girone di ritorno
| Verona 8 febbraio 1981 20ª giornata | Verona            | 0 – 0 referto | Pisa | Stadio Marcantonio Bentegodi\| Arbitro: \| Angelelli (Terni) \| |
| Arbitro:                            | Angelelli (Terni) |               |      |                                                                 |

| Arbitro: | Castaldi (Vasto) |

|                 |           |  |
| Mastropasqua 7’ | Marcatori |  |

| Arbitro: | Pirandola (Lecce) |

|              |           |  |
| Guidolin 25’ | Marcatori |  |

| Genova 1º marzo 1981 23ª giornata | Sampdoria          | 0 – 0 referto | Verona | Stadio Luigi Ferraris\| Arbitro: \| Patrussi (Ravenna) \| |
| Arbitro:                          | Patrussi (Ravenna) |               |        |                                                           |

| Arbitro: | Pairetto (Torino) |

|              |           |                |
| Tricella 11’ | Marcatori | 87’ Battistini |

| Arbitro: | Tonolini (Milano) |

|            |           |            |
| Morsia 89’ | Marcatori | 11’ Scaini |

| Verona 22 marzo 1981 26ª giornata | Verona         | 0 – 0 referto | Monza | Stadio Marcantonio Bentegodi\| Arbitro: \| Tani (Livorno) \| |
| Arbitro:                          | Tani (Livorno) |               |       |                                                              |

| Arbitro: | Magni (Bergamo) |

|           |           |                       |
| Serena 7’ | Marcatori | 69’ (aut.) Canestrari |

| Pescara 5 aprile 1981 28ª giornata | Pescara            | 0 – 0 referto | Verona | Stadio Adriatico\| Arbitro: \| Lombardo (Marsala) \| |
| Arbitro:                           | Lombardo (Marsala) |               |        |                                                      |

| Arbitro: | Tonolini (Milano) |

|               |           |              |
| Valentini 60’ | Marcatori | 90’ Briaschi |

| Arbitro: | Pairetto (Torino) |

|          |           |  |
| Piga 12’ | Marcatori |  |

| Arbitro: | Castaldi (Vasto) |

|                         |           |             |
| Ferri 72’ D'Ottavio 76’ | Marcatori | 7’ Saltutti |

| Arbitro: | Prati (Parma) |

|             |           |  |
| Gaiardi 65’ | Marcatori |  |

| Verona 17 maggio 1981 33ª giornata | Verona        | 0 – 0 referto | Genoa | Stadio Marcantonio Bentegodi\| Arbitro: \| Redini (Pisa) \| |
| Arbitro:                           | Redini (Pisa) |               |       |                                                             |

| Arbitro: | Balerini (La Spezia) |

|            |           |  |
| Scaini 48’ | Marcatori |  |

| Arbitro: | Paparesta (Bari) |

|                              |           |              |
| Bordon 36’ (rig.) Perego 85’ | Marcatori | 6’ D'Ottavio |

| Arbitro: | Menegali (Roma) |

|                                            |           |  |
| Gasperini 46’ Vailati 55’ Lopez 77’ (rig.) | Marcatori |  |

| Verona 14 giugno 1981 37ª giornata | Verona            | 0 – 0 referto | Varese | Stadio Marcantonio Bentegodi\| Arbitro: \| Mattei (Macerata) \| |
| Arbitro:                           | Mattei (Macerata) |               |        |                                                                 |

| Arbitro: | Longhi (Roma) |

|              |           |               |
| Bergossi 76’ | Marcatori | 65’ D'Ottavio |

### Coppa Italia

#### Primo turno
| Verona 20 agosto 1980 1ª giornata | Verona            | 0 – 0 | Varese | Stadio Marcantonio Bentegodi\| Arbitro: \| Pirandola (Lecce) \| |
| Arbitro:                          | Pirandola (Lecce) |       |        |                                                                 |

| Arbitro: | Bianciardi (Siena) |

|                    |           |  |
| Gentile 72’ (aut.) | Marcatori |  |

| Arbitro: | Redini (Pisa) |

|  |           |                              |
|  | Marcatori | 36’ Perico 86’ (aut.) Fedele |

| Arbitro: | Patrussi (Ravenna) |

|                                               |           |  |
| Gentile 58’ (aut.) Garlaschelli 76’ Greco 82’ | Marcatori |  |

## Statistiche

### Statistiche di squadra
| Competizione | Punti | In casa | In casa | In casa | In casa | In casa | In casa | In trasferta | In trasferta | In trasferta | In trasferta | In trasferta | In trasferta | Totale | Totale | Totale | Totale | Totale | Totale | DR  |
| Competizione | Punti | G       | V       | N       | P       | Gf      | Gs      | G            | V            | N            | P            | Gf           | Gs           | G      | V      | N      | P      | Gf     | Gs     | DR  |
| ------------ | ----- | ------- | ------- | ------- | ------- | ------- | ------- | ------------ | ------------ | ------------ | ------------ | ------------ | ------------ | ------ | ------ | ------ | ------ | ------ | ------ | --- |
| Serie B      | 34    | 19      | 6       | 13      | 0       | 18      | 10      | 19           | 0            | 9            | 10           | 6            | 18           | 38     | 6      | 22     | 10     | 24     | 28     | -4  |
| Coppa Italia | 1     | 2       | 0       | 1       | 1       | 0       | 2       | 2            | 0            | 0            | 2            | 0            | 4            | 4      | 0      | 1      | 3      | 0      | 6      | -6  |
| Totale       |       | 21      | 6       | 14      | 1       | 18      | 12      | 21           | 0            | 9            | 12           | 6            | 22           | 42     | 6      | 23     | 13     | 24     | 34     | -10 |

### Statistiche dei giocatori
| Giocatore      | Serie B  | Serie B | Serie B     | Serie B    | Coppa Italia | Coppa Italia | Coppa Italia | Coppa Italia | Totale   | Totale | Totale      | Totale     |
| Giocatore      | Presenze | Reti    | Ammonizioni | Espulsioni | Presenze     | Reti         | Ammonizioni  | Espulsioni   | Presenze | Reti   | Ammonizioni | Espulsioni |
| -------------- | -------- | ------- | ----------- | ---------- | ------------ | ------------ | ------------ | ------------ | -------- | ------ | ----------- | ---------- |
| L. Capuzzo     | 33       | 2       | ?           | ?          | 4            | 0            | ?            | ?            | 37       | 2      | ?           | ?          |
| P. Conti       | 31       | -21     | ?           | ?          | -            | -            | -            | -            | 31       | -21    | 0+          | 0+         |
| D. Del Nero    | 5        | 0       | ?           | ?          | 3            | 0            | ?            | ?            | 8        | 0      | ?           | ?          |
| N. D'Ottavio   | 28       | 5       | ?           | ?          | 2            | 0            | ?            | ?            | 30       | 5      | ?           | ?          |
| P. Drezza      | 1        | 0       | ?           | ?          | -            | -            | -            | -            | 1        | 0      | 0+          | 0+         |
| A. Fedele      | 22       | 0       | ?           | ?          | 4            | 0            | ?            | ?            | 26       | 0      | ?           | ?          |
| F. Ferri       | 32       | 1       | ?           | ?          | 4            | 0            | ?            | ?            | 36       | 1      | ?           | ?          |
| W. Franzot     | 22       | 0       | ?           | ?          | -            | -            | -            | -            | 22       | 0      | 0+          | 0+         |
| C. Gentile     | 33       | 0       | ?           | ?          | 4            | 0            | ?            | ?            | 37       | 0      | ?           | ?          |
| M. Giglio      | 3        | 0       | ?           | ?          | 1            | 0            | ?            | ?            | 4        | 0      | ?           | ?          |
| F. Guidolin    | 30       | 4       | ?           | ?          | 3            | 0            | ?            | ?            | 33       | 4      | ?           | ?          |
| S. Guidotti    | 1        | 0       | ?           | ?          | -            | -            | -            | -            | 1        | 0      | 0+          | 0+         |
| P. Janes       | 1        | 0       | ?           | ?          | -            | -            | -            | -            | 1        | 0      | 0+          | 0+         |
| M. Joriatti    | 32       | 0       | ?           | ?          | 3            | 0            | ?            | ?            | 35       | 0      | ?           | ?          |
| E. Oddi        | 32       | 1       | ?           | ?          | 4            | 0            | ?            | ?            | 36       | 1      | ?           | ?          |
| F. Paleari     | 8        | -7      | ?           | ?          | 4            | -6           | ?            | ?            | 12       | -13    | ?           | ?          |
| G. Piangerelli | 29       | 0       | ?           | ?          | 3            | 0            | ?            | ?            | 32       | 0      | ?           | ?          |
| S. Rebonato    | 6        | 0       | ?           | ?          | -            | -            | -            | -            | 6        | 0      | 0+          | 0+         |
| T. Roversi     | 9        | 0       | ?           | ?          | 1            | 0            | ?            | ?            | 10       | 0      | ?           | ?          |
| E. Scaini      | 29       | 5       | ?           | ?          | 4            | 0            | ?            | ?            | 33       | 5      | ?           | ?          |
| R. Tricella    | 37       | 2       | ?           | ?          | 4            | 0            | ?            | ?            | 41       | 2      | ?           | ?          |
| N. Ulivieri    | 18       | 0       | ?           | ?          | 1            | 0            | ?            | ?            | 19       | 0      | ?           | ?          |
| G. Valentini   | 26       | 2       | ?           | ?          | 1            | 0            | ?            | ?            | 27       | 2      | ?           | ?          |
| L. Venturini   | 21       | 1       | ?           | ?          | -            | -            | -            | -            | 21       | 1      | 0+          | 0+         |